# حامد اریب
محمود اریب با نام مستعار و هنری حامد اریب (۲۶ فروردین ۱۳۵۸) فیلم ساز، عکاس، مدیر‌هنری و مترجم اهل ایران است. 

## زندگی
سید محمود اریب، (حامد اریب) متولد ۲۶ فروردین ۱۳۵۸ در رشت است. 
در دوران تحصیل متوسطه به سینما و عکاسی علاقمند شد و در دهه ۷۰ از انجمن سینمای جوانان ایران فارغ‌التحصیل شد. نخستین فیلم کوتاهش (تازگی قدیم) سال ۱۳۷۵ در جشنواره منطقه‌ای سینمای جوانان ایران در سنندج به نمایش درآمد و مورد توجه داوران و تماشاگران قرار گرفت. در اواخر دهه ۷۰ به عنوان تهیه‌کننده و کارگردان برای تلویزیون استانی گیلان(شبکه باران) مشغول به فعالیت شد و چند مجموعه تلویزیونی (از جمله: قبل از باران، طبیب بی‌دارو، مجله نجوم) و چندین فیلم کوتاه ( سمت خیال دوست، قصه همیشه) را برای گروه‌های مختلف تولیدی شبکه باران تهیه کرد. در سال ۱۳۷۹ به همرا چندی از برنامه‌سازان گیلانی به تهران رفت و برای شبکه‌های تلویزیونی سراسری صدا و سیما به تهیه و کارگردانی مجموعه‌های تلویزیونی‌ و مستندهای کوتاه پرداخت. در سال ۱۳۸۰ برای تهیه و انتشار کارنامه دولت اصلاحات،‌ به مجموعه روزنامه ایران پیوست و به عنوان مدیر هنری و دبیر سرویس عکس ویژه‌نامه‌های کارنامه دولت اصلاحات زیر نظر عبدالرسول وصال و سردبیری کسری نوری و مدیریت پروژه فیاض زاهد مشغول به کار شد، حاصل این سفرهای استانی به همراه تیم روزنامه‌نگاران عمدتا گیلانی و بازدید از تقریبا تمامی پروژها و کارهای بزرگ عمرانی در سراسر کشور که در دولت‌های نهم و دهم سید محمد خاتمی به شکل ویژه‌نامه‌های روزنامه ایران در تیراژ گسترده در کشور توزیع می‌شدند. این پروژه ملی بعد از اتمام کار دولت خاتمی کارش نیمه‌تمام ماند و وی از ادامه پروژه که به شکل انتشار عملکرد استانداری‌های کشور که بصورت محدود به کار ادامه می‌داد انصراف داد. پس از آن به رشت بازگشت و به عنوان مسئول واحد هنرهای تصویری حوزه هنری گیلان تا سال ۱۳۸۸ به تهیه و تولید فیلم‌های کوتاه و مستند و کارگردانی کنسرت‌های موسیقی‌ (حسام‌الدین سراج، داوود آزاد، پرواز همای، ناصر وحدتی، محمد رنجبر معاف،‌ گروه نریمان) و طراحی و برگزاری سفرهای تخصصی عکاسی و برپایی نمایشگاه‌های عکس پرداخت. در سال ۱۳۸۸ با توجه به تغییرات اجتماعی همکاری‌اش را با حوزه هنری پایان داد و با تاسیس شرکت سینمایی سیکا فیلم آوا بصورت مستقل به تهیه فیلم‌های مستند و کوتاه، پروژه‌های عکس، عکاسی خبری و مدیریت پروژه‌های هنری تا امروز ادامه می‌دهد.

## فیلم‌ها
- فیلم کوتاه داستانی « تازگی قدیم » کارگردان: محمود اریب - تهیه کننده: انجمن سینمای جوانان ایران - ۱۳۷۵
- فیلم کوتاه « سمت خیال دوست »  کارگردان: محمود اریب - تهیه شده در: واحد آفرینشهای تولید سیمای گیلان  ۱۳۷۷
- فیلم کوتاه « قصه همیشه » کارگردان: محمود اریب - تهیه شده در: گروه جوان – شبکه استانی باران
- مجموعه تلویزیونی « قبل از باران » کارگردان: محمود اریب - تهیه شده در: تولید سیما – شبکه استانی باران ۱۳۷۸
- مجموعه مستند تلویزیونی « کودک و مذهب » کارگردان: محمود اریب - تهیه کننده: شبکه چهار سیما ۱۳۸۰
- مستند « خداوند کودک را آفرید » کارگردان: محمود اریب - تهیه کننده: شبکه چهار سیما ۱۳۸۱
- مستند « حادثه، هنوز » تهیه کننده و کارگردان: محمود اریب  ۱۳۸۶
- مستند « هنر » کارگردان: محمود اریب - تهیه کننده: سید محمود اَریب
- مستند « راوی عشق » کارگردان: محمود اریب - تهیه کننده: بنیاد حفظ آثار و نشر دفاع مقدس ۱۳۸۸
- مستند « این یک رود نیست » کارگردان: محمود اریب - تهیه کننده: شبکه مستند سیما – سید محمد میرکانی  ۱۳۹۶
- فیلم کوتاه داستانی « خانه روشن است » کارگردان: محمود اریب - تهیه کننده: انجمن سینمای جوانان ایران ۱۳۹۵
- مستند « رشت تا رشت» تهیه‌کننده و کارگردان: محمود اریب ۱۳۹۷
- مستند کوتاه پرتره « شیون» - شیوان فومنی شاعر پر آوازه گیلک - تهیه کننده و کارگردان: محمود اریب  ۱۳۹۶
- مستند کوتاه پرتره « نادر موسیقی » - نادر گلچین خواننده سرشناس - تهیه کننده و کارگردان: محمود اریب ۱۳۹۶
- مستند « رشت، خاطره شهر بارانی » کارگردان: محمود اریب - تهیه کننده: شبکه شهرهای خلاق یونسکو  ۱۳۹۷
- مستند پرتره « صدای گیلان » ناصر مسعودی خواننده پرآوازه گیلان و ایران – کارگردان و تهیه کننده: محمود اریب ۱۳۹۸
- مستند « نصرت کتاب» پرتره یک کتابفروشی هفتاد ساله - تهیه کننده و کارگردان: محمود اریب ۱۳۹۸
- ویدیوآرت « ۷.۴۶ دقیقه استراحت در استانبول» تهیه کننده و کارگردان: محمود اریب ۱۳۹۷
- مستند «‌جاده ابریشم با طعم رشت» کارگردان: محمود اریب - تهیه کننده: تهیه کننده: شبکه شهرهای خلاق یونسکو ۱۳۹۸
- مستند « رشت نامه »‌مقدمه‌ای بر تاریخ مطبوعات گیلان - تهیه کننده و کارگردان: محمود اریب ۱۳۹۹
- فیلم کوتاه «حباب»‌ تهیه کننده و کارگردان: محمود اریب ۱۳۹۹
- مستند صنعتی « گیلان آباد»‌ کارگردان: محمود اریب - تهیه کننده: فرید فیروزی، شرکت مشاور و معماری آباد ۱۴۰۰
- فیلم کوتاه داستانی « نوشیدن رویا » کارگردان: محمود اریب - تهیه کننده: مهیار قاسمی‌پور - ۱۴۰۱
- فیلم کوتاه داستانی « لان » کارگردان: محمود اریب - تهیه کننده: مهیار قاسمی‌پور - ۱۴۰۱
- فیلم کوتاه داستانی « داستان یک روز رنگی » کارگردان: محمود اریب - تهیه کننده: مهیار قاسمی‌پور - ۱۴۰۱
- فیلم کوتاه داستانی « مسئله » کارگردان: محمود اریب - تهیه کننده: مهیار قاسمی‌پور - ۱۴۰۱
- فیلم کوتاه داستانی « به وقت شب » کارگردان: محمود اریب - تهیه کننده: مهیار قاسمی‌پور - ۱۴۰۱
- فیلم کوتاه داستانی « ببین» کارگردان: محمود اریب - تهیه کننده: مهیار قاسمی‌پور - ۱۴۰۱
- فیلم کوتاه داستانی « خندق» کارگردان: محمود اریب - تهیه کننده: مهیار قاسمی‌پور - ۱۴۰۱

## جوایز سینمایی

### ۲۰۲۳
- نوشیدن رویا - برنده جایزه بهترین فیلم کوتاه فانتزی دومین دوره فستیوال ملون - ایتالیا
- داستان یک روز رنگی - برگزیده نهمین دوره فستیوال «وراکروز» مکزیک
- به وقت شب - جایزه بهترین فیلم تجربی فستیوال «کان‌پان» CANPAN - پاناما

- نوشیدن رویا – برنده تندیس و جایزه بهترین کارگردانی فیلم کوتاه فستیوال Castiellë Soulplace  - ایتالیا

- نوشیدن رویا – برنده جایزه بهترین تولید فیلم کوتاه فستیوال صوفیه – Sofia - بلغارستان

- نوشیدن رویا – برگزیده بخش مسابقه فستیوال فیلم Indie Short Film Festival

- لان – برنده جایزه ویژه فیلمنامه اوریجینال از هیات داوران فستیوال Hollywood Blood Horror

- مسئله – برگزیده بخش مسابقه فستیوال فیلمIndie Short Film Festival

- به وقت شب – برنده جایزه ویژه هیات داوران فستیوال فیلم – Silk Road Film Festival Cannes کن - فرانسه

- داستان یک روز رنگی – برنده جایزه ویژه هیات داوران فستیوال فیلم - Spring Film Festival – ترکیه

- داستان یک روز رنگی – برنده جایزه ویژه فیلمنامه اوریجینال از هیات داوران فستیوال Hollywood Blood Horror

- داستان یک روز رنگی – برگزیده فستیوال بین‌المللی فیلم گلدن ریل – Golden Reel- سنگاپور

- داستان یک روز رنگی – برگزیده فستیوال بین‌المللی فیلم فیندکوین FINDECOIN - ونزئولا

- داستان یک روز رنگی – برنده جایزه بهترین بازیگر زن برای ستیا اسدی – فستیوال فیلم مادرید - Spain

- لان – برگزیده فستیوال بین‌المللی تری‌فاینگ ‪Terrifying Thai Film Festival, کائویای ، تایلند

### ۲۰۲۲
- فیلم کوتاه « حباب » برنده جایزه بهترین فیلم‌ ‌ از جشنواره فیلم People of Color - ایالات متحده

- فیلم کوتاه « حباب » برنده جایزه بهترین فیلم‌ مستند‌ از جشنواره فیلم Latin America Film Awards

- فیلم کوتاه « حباب » برنده جایزه بهترین کارگردانی‌ از جشنواره فیلم Latin America Film Awards

- فیلم کوتاه « حباب » برنده جایزه بهترین فیلم‌ مستند‌ از جشنواره فیلم Gralha -GIMFA

- فیلم کوتاه « حباب » برنده جایزه بهترین‌ کارگردانی‌ از جشنواره فیلم Gralha -GIMFA

- فیلم کوتاه « حباب » برنده جایزه بهترین فیلم‌ بین‌المللی‌ از جشنواره فیلم Reality Capture

- فیلم کوتاه « حباب » برنده جایزه بهترین فیلم‌ از جشنواره جهانی فیلم Artisan انگلستان
- فیلم کوتاه « حباب » برگزیده جشنواره جهانی فیلم Kalakari هندوستان

### ۲۰۲۱
- فیلم کوتاه « حباب » برنده جایزه بهترین فیلم ترکیبی از جشنواره جهانی فیلم Golden Reel سنگاپور

- فیلم کوتاه « حباب » برنده جایزه بهترین کارگردانی از جشنواره جهانی فیلم مستقل BIMIFF برزیل

- فیلم کوتاه « حباب » جایزه ویژه هیات داوران جشنواره بین‌المللی کودکان آریایی، Jaipur جیپور  هندوستان

- فیلم کوتاه « حباب » جایزه بهترین فیلم مستند تجربی از جشنواره بین‌المللی  Berlin Indie  – آلمان

### ۲۰۲۰
- فیلم کوتاه « حباب » برنده بهترین فیلم  Experimental Documentaryفستیوال جهانی FFTG awards– USA

- فیلم کوتاه « نصرت کتاب » برنده جایزه بهترین فیلم جشنواره مستند میراث ناملموس - ایران

- فیلم کوتاه « حباب » برگزیده فستیوال جهانی Ostia film festival - Italy

### ۲۰۱۸
- فیلم کوتاه « خانه روشن است » برگزیده فستیوال جهانی InShort- Nigeria

### ۲۰۱۷
- فیلم مستند « رشت، خاطره شهر بارانی » Istanbul International Architecture and Urban Film festival

- فیلم مستند « رشت، خاطره شهر بارانی » برگزیده فستیوال جهانی Serbia – Short Cut

### ۲۰۱۶
- فیلم کوتاه « خانه روشن است » برگزیده فستیوال جهانی Ozarck-New York

- فیلم کوتاه « خانه روشن است » برگزیده بخش مسابقه جشنواره ملی سما ، سینما فلسطین – تهران

- فیلم کوتاه « خانه روشن است » برگزیده سیزدهمین جشن تصویر سال-خانه هنرمندان ایران - تهران

### ۲۰۱۵
- فیلم کوتاه « خانه روشن است » برگزیده بخش رسمی مسابقه جشنواره جهانی گلدن سان – مالت

- فیلم کوتاه « خانه روشن است » برگزیده بخش غیر مسابقه ای فستیوال Black Bird – New York

- فیلم کوتاه « خانه روشن است » برگزیده نامزد رسمی بخش مسابقه جشنواره فیلم Phonix - Melborn

- فیلم کوتاه « خانه روشن است » برگزیده جشنواره جهانی Film Festival - Glasgow

## کتاب‌ها
- حقیقت در عکاسی، لسلی مولن، انتشارات دوات معاصر ۱۴۰۰ (چاپ دوم)
- چگونه فیلم کوتاه بسازیم، روتا ماریا مونرو،‌ انتشارات دوات معاصر ( در دست انتشار) ۱۴۰۲

## پروژه‌های عکاسی
- پروژه عکاسی مستند «بازمانده‌ها» از والدین شهدای جنگ ایران و عراق ۱۳۹۲-۱۳۹۳
- پروژه عکاسی « سند تصویری شهر رشت، رشت نگاری » ۱۳۹۳-۱۳۹۶

## جوایز عکاسی
- برگزیده بخش تک عکس و بخش مردم جشنواره عکاسی اروپا  Urban Photography تریسیته    ایتالیا ۲۰۲۳

- برگزیده بخش اصلی جشنواره عکاسی اروپا  Urban Photography«عکاسی شهری» تریسیته    ایتالیا ۲۰۲۱

- برگزیده ششمین جشنواره بین‌المللی عکس « سلامت روان » وزارت بهداشت                           ایران ۲۰۲۱

- برگزیده بخش اصلی مسابقه عکاسی سیزدهمین فستیوال جهانی هنرهای تجسمی فجر           ایران ۲۰۲۱

## داوری فستیوال‌های بین‌المللی فیلم
- داور فستیوال جهانی فیلم FFTG 2021 – نیویورک
- داور فستیوال بین‌المللی فیلم POC 2022 – نیویورک
- داور فستیوال بین‌المللی فیلم توسعه پایدار، کالج یوستنو – Finland 2023

## فعالیت‌های صنفی
- عضو اصلی انجمن صنفی مستندسازان سینمای ایران
- عضو انجمن ملی عکاسان ایران